# Пушкар Євген Георгійович
Євген Георгійович Пушкар (13 квітня 1934, Лани, тепер Львівська область — 2 грудня 2000, Львів) — український вчений-правознавець, спеціаліст в галузі цивільного процесу. Доктор юридичних наук (1985), професор (1987). Працював у Львівському національному університеті, де в 1985—1995 роках завідував кафедрою основ права України.

## Життєпис
Євген Пушкар народився 13 квітня 1934 року в селі Лани, тепер Львівський район Львівської області. Протягом 1958—1963 років здобував вищу освіту у Львівському національному університеті імені Івана Франка. Продовжив навчання на аспірантурі Харківського юридичного інституту, під науковим керівництвом Миколи Васильченка. У 1968 році захистив дисертацію на здобуття наукового ступеня кандидата юридичних наук за темою «Закінчення цивільних справ без винесення судового рішення». Офіційними опонентами на захисті були професор Надія Чечіна та доцент Іван Середа.
З 1968 року працював у Львівському національному університеті на кафедрі цивільного права і процесу, де послідовно обіймав посади асистента, старшого викладача та доцента. У 1985 році захистив дисертацію на здобуття наукового ступеня доктора юридичних наук за темою «Право на звернення до суду за судовим захистом». Того ж року очолив кафедру основ права України. У 1987 році Євгену Пушкарю було присвоєне вчене звання професора. Очолював кафедру основ права України до 1995 року, з 1997 року перебував професором кафедри цивільного права та процесу. У 1999 році, не покидаючи роботи у Львівському національному університеті, очолив кафедру цивільного права та процесу в приватному Економіко-правничому інституті, який розташовувався в Чернівцях.
Помер Євген Пушкар 2 грудня 2000 року у Львові.

### Наукова діяльність
Євген Пушкар спеціалізувався на дослідженні проблем цивільного процесу. Починаючи з 1970-х років він займався дослідженням проблеми права громадян, підприємств, установ та організацій на «звернення за судовим захистом порушених або оспорюваних прав і охоронювальних законом інтересів».Також до кола його наукових інтересів входили проблеми судових рішень і судових процедур, зокрема питання про позовне провадження в суді першої інстанції.
На відміну від багатьох українських юристів, Євген Пушкар не виділяв передумови права на пред'явлення позову, а натомість виділяв універсальні та спеціальні умови права на звернення до суду. Пушкарь визначив порядок реалізації права на звернення до суду, до якого входила «наявність громадянської процесуальної дієздатності особи; дотримання правил підсудності справи та форми звернення до суду; оплата державного мита; наявність повноважень на звернення до суду та ведення справи на користь інших осіб».
Також Євген Пушкарь займався підготовкою наукових кадрів, керував роботою аспірантів. Він входив до складу спеціалізованих рад по захисту дисертацій у Львівському національному університеті та Національній юридичній академії імені Ярослава Мудрого. Брав участь у підготовці проєкту нового Цивільного процесуального кодексу України.

## Вибрані публікації
Станом на 1998 рік, Євген Пушкар був автором понад 50 наукових робіт, серед яких були 4 монографії, 1 науково-практичний коментар, 3 підручники та 5 навчальних посібників. Список вибраних публікацій згідно з Енциклопедією сучасної України та довідника Вчені-юристи України: 
- Позовне провадження в радянському цивільному процесі. Л. 1978
- Конституционное право на судебную защиту. Л., 1982;
- Суть права на судовий захист та його гарантії. Л., 1991;
- Цивільне процесуальне право України: Підруч. Х., 1992 (співавтор);
- Провадження в суді першої інстанції. Позовне провадження: Текст лекцій. Л., 1998;
- Цивільне процесуальне право України: Підруч. Х., 1999 (співавтор).